# Calcíope (hija de Rexénor)
Según la mitología griega,  'Calcíope'  (en griego antiguo: Χαλκιόπη) fue una hija de Rexénor (o de Calcodonte) y la segunda esposa de Egeo, rey de Atenas, ya que la primera fue Mélite , hija de Hoples. Como no podía tener hijos con ella, su marido Egeo fue a Delfos a consultar el oráculo, y al volver, de paso por Trecén, se casó con Etra, hija del rey Piteo, con el que tuvo a Teseo.